# Sevier-Nunatak
Der Sevier-Nunatak ist ein etwa 1000 m hoher Nunatak auf der westantarktischen Alexander-I.-Insel. Er ragt am südlichen Ende der Walton Mountains auf.
Das Advisory Committee on Antarctic Names benannte ihn nach Lieutenant Commander Moses T. Sevier, stellvertretender Stabsleiter für Versorgung und Logistik bei den Reservestreitkräften der United States Navy bei der Operation Deep Freeze der Jahre 1969 und 1970 sowie zuvor assistierender Versorgungsoffizier bei der Flugstaffel VX-6 während der Operation Deep Freeze der Jahre 1957 und 1958.